# 臺中港風力發電站
臺中港風力發電站位於臺中市清水區高美濕地旁，為一座隸屬於台灣電力公司的風力發電站。該發電站的風力發電機組曾在2015年8月的蘇迪勒颱風侵襲時造成6部機組被吹毀的事件。由於該發電站的風力發電機排列於防汛道路旁，因此又有「風車大道」的稱呼。

## 沿革

### 計畫
2004年12月台灣電力公司於澎湖縣白沙鄉完成中屯風力發電站之第一期建設工程後，鑒於該風力發電站的運轉狀況良好，因此開始推動「風力發電十年發展計畫」。2003年1月該計畫的第一期開發正式展開，台電公司計畫利用臺灣西部沿海地帶空曠區域以及既有之核能、火力發電廠的空閒廠區來架設多座風力發電機組。
其中在臺中港部分台電公司計畫在臺中港北邊鄰近高美濕地的防風林地帶架設18部風力發電機組。另外在南邊龍井區的台中發電廠廠區內也架設3部風力發電機組，稱為台中電廠風力發電站。

### 施工
2003年初，臺中港風力發電站連同台中電廠風力發電站一同動工，自荷蘭採購之風力發電機組運抵臺灣。2007年6月臺中港風力發電站正式完工開始商轉發電。台電公司的總投資金額為新臺幣17億7,800萬，共裝設18部由荷蘭Zephyros 公司（該公司已於2005年結束營業）所製造裝置容量2.0MW的風力發電機組。

### 運轉
2011年7月臺灣蘋果日報報導指出，台電公司位於臺中高美濕地旁的風力發電機組運轉效率低落，且故障率極高之狀況，恐讓18部風力發電機淪為高美濕地的拍照布景。對此時任台電公司新能源施工處處長陳一成表示，當時確實1號、5號、14號風力發電機組，主軸承損壞，2號被颱風侵襲影響毀損，4號機則是葉片損壞，只剩下13部機組正常運轉。由於臺中港風力的機組屬於台電公司早期對外採購的機組，屬於技術尚不成熟機組，且位處較惡劣環境因此故障率因而偏高。
2015年8月8日凌晨蘇迪勒颱風侵襲，導致臺中港風力發電站有6部發電機組從風機塔被吹落的狀況，當日下午3時受到颱風過後之西南氣流影響，再發生一部風力發電機組被吹落之狀況，總計台電公司共有7部風力發電機毀損，損失金額高達新臺幣5億元。
2016年3月由於臺中港風力發電站已受損的機組中有6部已完全無法修復，為維持高美濕地與風力發電機所塑造之景色，因此台電公司鑒於台中電廠風力發電站的受風區域已建有中龍鋼鐵之構造物不利於發電，將廠內兩部同型號之機組遷移到高美濕地旁。並將原第2排的1部風力發電機移到第1排，預計2016年底遷移完成。台電公司另開啟招標案採購4部風力發電機，以補齊臺中港風力發電站原有的18部風力發電機。
2016年9月梅姬颱風來襲，臺中港風力發電站再度發生機組毀損之狀況，12號風力發電機的葉片遭強風吹斷砸落地面。台電公司對此表示，由於12號機組的風速感測器發生故障，正常狀況下風速超過每秒25公尺，約16級陣風便會自動跳脫停機，然而因去年蘇迪勒颱風侵襲故障導致17級陣風時無法感知而讓扇葉吹斷。此次損毀共造成台電公司1,380萬元的損失。
2017年7月因應妮莎颱風即將來襲，台電公司有鑑於先前所發生的毀損案例，因此台電公司於7月29日緊急調派人員拆下8號機有破洞葉片，望能將颱風侵襲造成的損害減到最低。
2019年12月6日第11號風機傳出葉片斷裂，台電表示，事發當時當地瞬間風速僅12級風，尚在該型風機可耐受之風速範圍內，經研判葉片斷裂與耐風能力無關，而為設備異常所致。經台電調查事故原因，初步研判可能因配合風向調整機組轉動的「迎風轉向系統」異常，造成轉子超速，3支葉片因此斷裂，屬設備異常之個案，當時現場另13支同型風機皆正常運轉。至於損失金額，徐造華表示，該風機已發電超過13年，屬於台灣第一期風機，初估損失約1000萬元。

## 設備

### 發電機組
| 風力發電機類型                            | 風力發電類型 | 機組數量 | 裝置容量（MW） | 商轉日期  | 狀態   |
| ----------------------------------------- | ------------ | -------- | -------------- | --------- | ------ |
| 荷蘭Zephyros公司製 Z72/2,000 型風力發電機 | 陸域風力發電 | 18       | 36MW           | 2007年6月 | 商轉中 |

## 資料來源
1. 1 2 3  . wind-turbine-models.com.   [2017-10-02]. （原始内容存档于2022-09-28） （美国英语）.
2. 1 2 3   (PDF). 台電月刊600期. 2012-12  [2017-10-02] （中文（臺灣））.[永久]
3. ↑  . 東森新聞雲. 2017-07-25  [2017-10-02]. （原始内容存档于2019-06-12） （中文（臺灣））.
4. 1 2  吳天明.  (PDF). 源雜誌91期. 2002-01  [2017-10-02]. （原始内容 (PDF)存档于2019-07-01） （中文（臺灣））.
5. 1 2 3  . 蘋果日報. 2011-07-22  [2017-10-02]. （原始内容存档于2016-10-11） （中文（臺灣））.
6. 1 2  陳金龍. . 中華日報. 2017-07-26  [2017-10-02]. （原始内容存档于2019-06-08） （中文（臺灣））.
7. ↑  . WindTech International. 2005-03-11  [2020-01-27]. （原始内容存档于2020-01-27） （英语）.
8. ↑  黃千容、賴世杰. . 公視新聞網. 2011-07-22  [2017-10-02]. （原始内容存档于2019-06-24） （中文（臺灣））.
9. ↑  趙麗妍. . 中時電子報. 2015-08-09  [2017-10-02]. （原始内容存档于2019-06-17） （中文（臺灣））.
10. ↑  歐素美. . 自由時報. 2016-03-01  [2017-10-02]. （原始内容存档于2019-06-29） （中文（臺灣））.
11. 1 2  羅一心. . TVBS. 2016-09-29  [2017-10-02]. （原始内容存档于2019-06-09） （中文（臺灣））.
12. ↑  . 中華民國經濟部. 2019-12-10 20:45  [2019-12-11]. （原始内容存档于2020-09-26） （中文（臺灣））.